# Chime Communications
Chime Communications plc è una società britannica di marketing con sede a Londra in Inghilterra e quotata al London Stock Exchange. Chime è la holding di un portafoglio di aziende attive nelle pubbliche relazioni, nella pubblicità, nel digitale, nel marketing, nella corporate responsibility e nel design.
Chime è divenuta una società privata nel 1989 in seguito ad un management buyout per formare la Lowe Bell Communications e successivamente, nel 1994, venne quotata come Chime Communications plc. L'azienda è organizzata in cinque dipartimenti, possiede 54 società e conta oltre 1700 dipendenti.